# Iluminacja
Iluminacja is een Poolse dramafilm uit 1973 onder regie van Krzysztof Zanussi. Hij won met deze film de Gouden Luipaard op het filmfestival van Locarno.

## Verhaal
Een man gaat op zoek naar de zin van het leven met behulp van de wetenschap. De werkelijkheid confronteert hem echter met verwarrende ervaringen. Hij keert terug naar vrouw en kind en aanvaardt het leven zoals het is.

## Rolverdeling
| Acteur                          | Personage             |
| ------------------------------- | --------------------- |
| Stanislaw Latallo               | Franciszek Retman     |
| Malgorzata Pritulak             | Malgorzata            |
| Monika Dzienisiewicz-Olbrychska | Agnieszka             |
| Edward Zebrowski                | Arts                  |
| Jan Skotnicki                   | Chory                 |
| Irena Horecka                   | Moeder van Chory      |
| Jadwiga Colonna-Walewska        | Moeder van Franciszek |
| Wlodzimierz Zonn                | Decaan                |
| Wlodzimierz Zawadzki            | Assistent             |
| Kuba Czetyrko                   | vader van chory       |